# Forncett St Peter
Forncett St Peter är en by i civil parish Forncett, i distriktet South Norfolk, i grevskapet Norfolk i England. Byn är belägen 3 km från Long Stratton. Forncett St Peter var en civil parish fram till 1935 när blev den en del av Forncett. Civil parish hade 496 invånare år 1931.